# Lacapelle-Marival
Lacapelle-Marival è un comune francese di 1 371 abitanti situato nel dipartimento del Lot nella regione dell'Occitania. Il comune appartiene all'omonimo cantone e fa parte della regione naturale francese della Limargue.
Tra Lacapelle-Marival e Anglars nasce il fiume Ouysse.

## Società

### Evoluzione demografica
Abitanti censiti